# Bagusan (Parakan)
Bagusan is een bestuurslaag in het regentschap Temanggung van de provincie Midden-Java, Indonesië. Bagusan telt 1331 inwoners (volkstelling 2010).